# Cmentarz w Szańcu
Cmentarz w Szańcu – cmentarz położony w Szańcu w województwie świętokrzyskim, w powiecie buskim, w gminie Busko-Zdrój.

## Historia

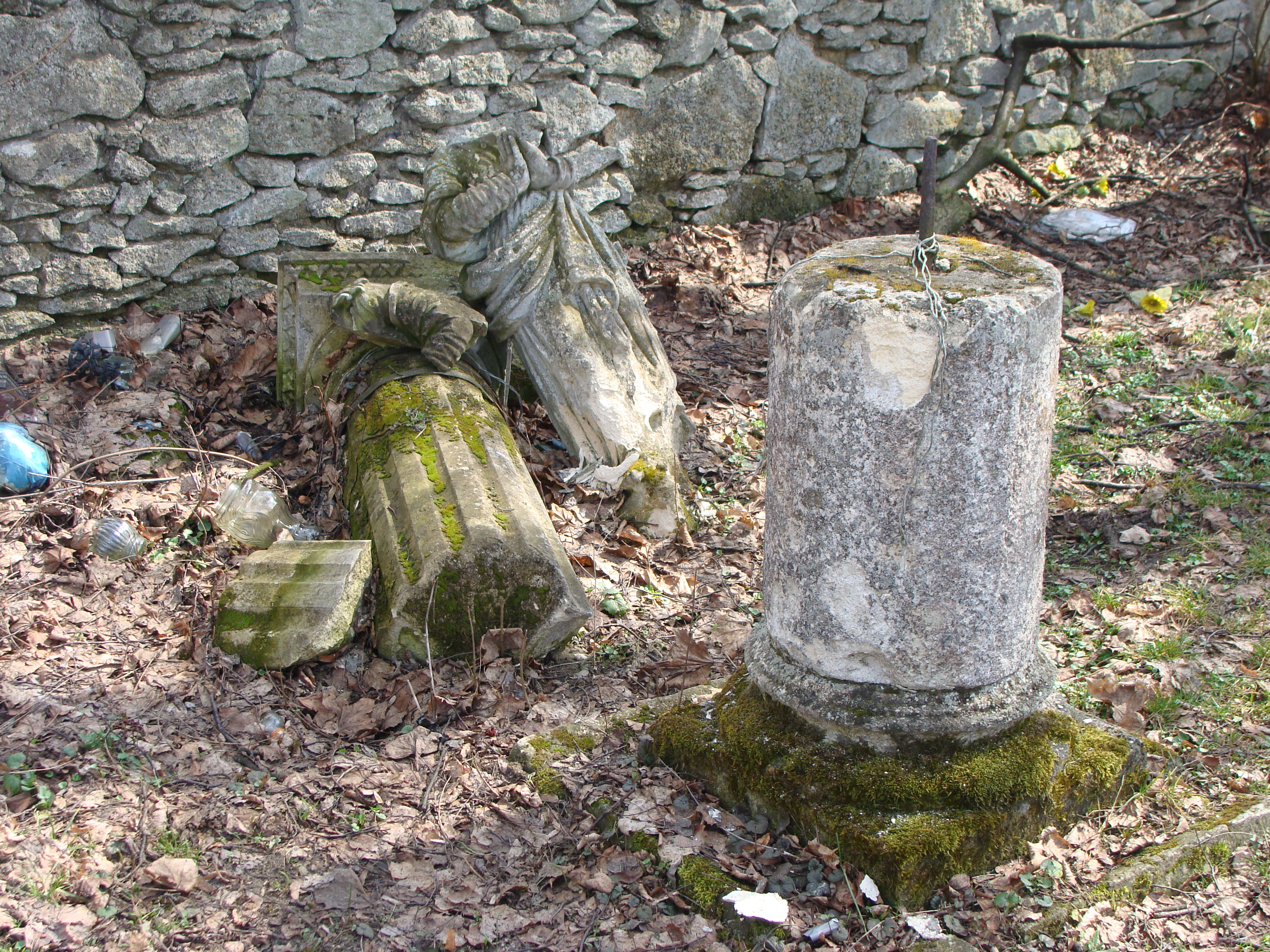
Niszczejąca figura N. P. Marii Niepokalanego Poczęcia wzniesiona na kolumnie klasycystycznej prawdopodobnie zbudowana tuż po założeniu cmentarza w Szańcu

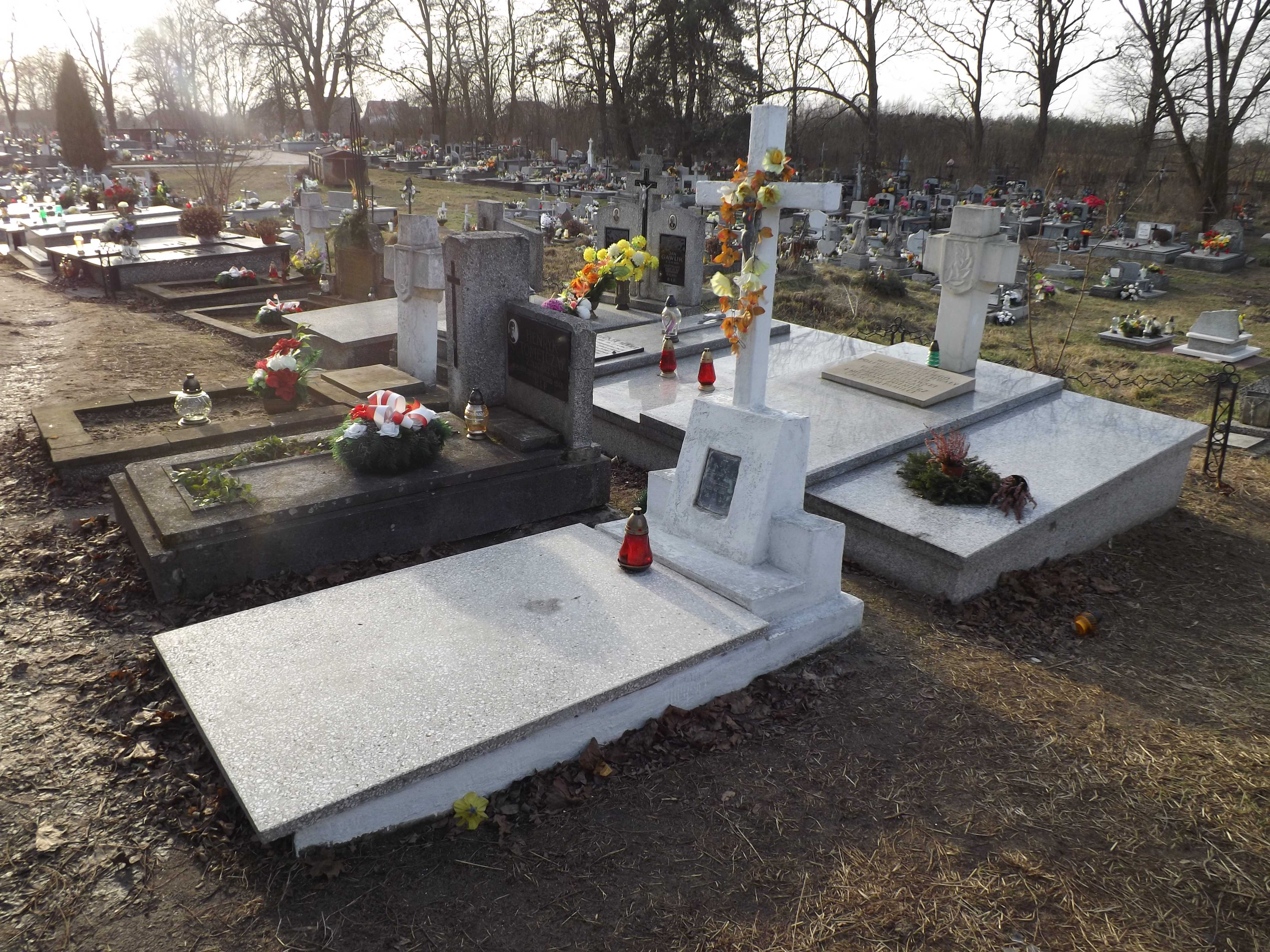
Sektor dla żołnierzy i partyzantów. Na pierwszym planie grób Szczepana Koruby

Cmentarz w Szańcu zajmujący obszar około 2,93 ha położony jest po północnej stronie wsi, przy drodze do miejscowości Młyny.
Założony został w 1821 r. w polu włościan i jest miejsce pochówku przede wszystkim mieszkańców parafii Szaniec w skład której wchodzą następujące miejscowości: Elżbiecin, Galów, Kameduły, Kozina, Mikułowice, Młyny, Nowy Folwark, Podgaje, Pomyków, Skorzów, Słabkowice, Szaniec, Uników, Wygoda Kozińska, Wymysłów i Zwierzyniec.
W połowie XIX w. cmentarz został opasany murem kamiennym. W centrum zbudowano w 1876 kaplicę cmentarna w podziemiach której chowano co znaczniejszych parafian. Wśród nich prawdopodobnie spoczywa Ryszard Oksza Gosławski. Na ścianie zewnętrznej tuż nad drzwiami umieszczono napis Requiescat in pace oraz wspomnianą wyżej datę budowy.
W 1958 kaplica cmentarna została wpisana do rejestru zabytków nieruchomych (nr rej.: A-38 z 3.12.1958).

Na cmentarzu zachowało się kilka nagrobków z XIX w., między innymi: proboszcza Mateusza Świątkiewicza, właściciela folwarku w Galowie Arkadego Plenkiewicza, organisty Feliksa Śmigielskiego i byłego wojskowego Grzegorza Wacha.  Na cmentarzu  w oddzielnej kwaterze spoczywają również żołnierze wojska polskiego polegli w bitwie pod Broniną oraz partyzanci Batalionów Chłopskich i Armii Krajowej. Wśród partyzantów, między innymi: Szczepan Koruba, Teofil Koruba, Tytus Ciepliński i Franciszek Majcher. Na nagrobku Franciszka Majchra umieszczono napis, cytat.

Franciszek Majcher ur. 1888 r. zm. 27.4.1943. Bojownik o niepodległość Polski 1918 r. Działacz ludowy w okresie międzywojennym. Żołnierz funkcyjny AK. Żarliwy patriota-zginął śmiercią tragiczną z wyroku opozycji. Cześć Jego pamięci

.